# 아파체

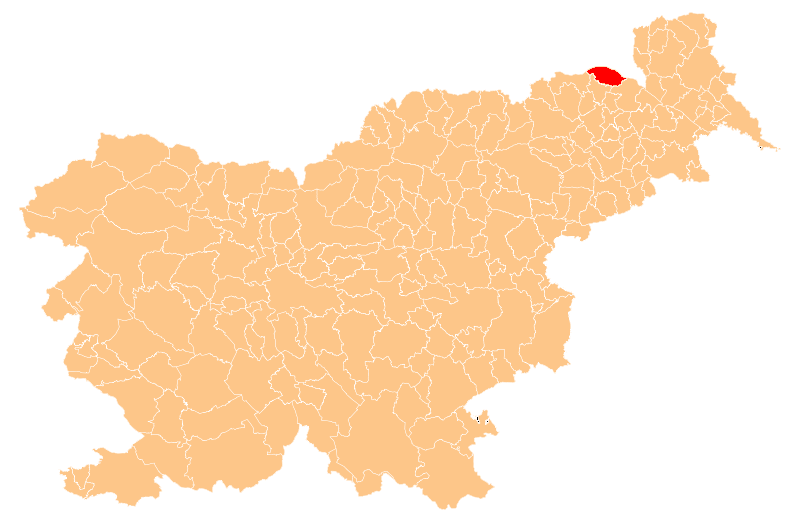
아파체의 위치

아파체(슬로베니아어: Apače)는 슬로베니아의 도시로 면적은 53.5km2, 높이는 218m, 인구는 3,715명(2002년 기준), 인구 밀도는 69.4명/km2이다.